# 河村幹雄
河村 幹雄（かわむら みきお、明治19年（1886年）6月29日 - 昭和6年（1931年）12月27日）は、日本の大正、昭和期を代表する地質学者・教育者・哲学者・宗教家である。九州帝国大学名誉教授であり、理学博士。

## 経歴
明治19年（1886年）、北海道石狩国札幌郡札幌区（現・札幌市）に、陸軍軍人・河村菱太郎の次男として生まれる。私立海軍予備校卒業後、海軍兵学校を受けるが体格検査で不合格であり、その後第一高等学校二部を経て、明治44年（1911年）に東京帝国大学理科大学地質学科を卒業する。卒業後、九州帝国大学の講師となり、明治45年（1912年）助教授、大正8年（1919年）教授に就任し、工学部長・学生監なども歴任した。また、大正8年（1919年）からは山口高等学校教授も兼任した。大正9年（1920年）、学術研究会議会員となる（1927年まで）。
地質学者である一方、「教育の他に何者もなし」の信念の元、教育者としても名高い。昭和5年（1930年）5月、福岡市内に私塾「斯道塾」を開いたが、昭和6年（1931年）12月27日に若くして亡くなった。没後、名誉教授の栄誉を受け、正四位勲三等に叙せられた。また、榎本隆一郎海軍中将など多くの逸材を育てた。右翼との交流もあり、海軍中尉藤井斉の紹介により、のちに井上日召の手先として血盟団事件を引き起こす四元義隆に面会している。

## 親族
- 兄：河村重幹 - 海軍少将
- 弟：河村脩 - 海軍機関大佐
- 妻：河村信子 - 志方鍛の四女

## 著書
- 河村幹雄 『国防の将来』 福岡県教育会、大正13年（1924年）。
- 河村幹雄 『日米不戦論』 海軍研究社、昭和5年（1930年）。
- 河村幹雄博士遺稿刊行会編 『河村幹雄博士遺稿』 河村幹雄博士遺稿刊行会、昭和8年（1933年）。
- 河村幹雄 『新尊皇攘夷論 : 他一〇』 河村幹雄、昭和8年（1933年）。
- 河村幹雄 『名も無き民のこゝろ : 河村幹雄博士遺稿』 河村英雄編、岩波書店、昭和9年（1934年）。
- 河村幹雄 『国防の将来』 白水社、昭和18年（1943年）。
- 『河村幹雄全集 第1』 惇信堂、昭和20年（1945年）。
- 『河村幹雄博士遺稿抄 : 附河村先生の思い出』 斯道会、昭和37年（1962年）。
- 河村幹雄 『名も無き民のこ丶ろ : 河村幹雄博士遺稿』 内外情勢調査会、昭和44年（1969年）。
- 河村幹雄 『日米不戰論』 林田孝編、雅舎、平成17年（2005年）、ISBN 4-7646-5103-3。